# Halebathi, Davanagere
Halebathi là một làng thuộc tehsil Davanagere, huyện Davanagere, bang Karnataka, Ấn Độ.